# Coupe de Finlande féminine de volley-ball
La Coupe de Finlande de volley-ball féminin est organisée par la Fédération finlandaise de volley-ball (Suomen Lentopalloliitto Ry-SLRY), elle a été créée en 1968.

## Palmarès
| Année   | Vainqueur                | Score                                                 | Finaliste                    |
| ------- | ------------------------ | ----------------------------------------------------- | ---------------------------- |
| 1968    | Lahden Kimmo             | 3 - 0 (15-8, 15-8, 15-12)                             | Johanneksen Pojat            |
| 1969-74 | compétition non disputée | compétition non disputée                              | compétition non disputée     |
| 1975    | Saarijärven Pullistus    | Round-robin                                           | Lahden Kimmo                 |
| 1976    | Euran Raiku              | 3 - 0 (15-8, 15-8, 15-3)                              | Mäntyharjun Virkistys        |
| 1977    | Luolajan Kajastus        | 3 - 1 (15-13, 6-15, 15-7, 15-7)                       | Kuopion Sale                 |
| 1978    | Jyväskylän Pesä-Veikot   | 3 - 0 (15-10, 15-7, 15-10)                            | Kalevan Lentopallo           |
| 1979    | Euran Raiku              | 3 - 1 (15-11, 15-8, 11-15, 15-8)                      | Jyväskylän Pesä-Veikot       |
| 1980    | Euran Raiku              | 3 - 2 (15-9, 15-9, 15-17, 9-15, 15-10)                | Karhulan Veikot              |
| 1981    | Karhulan Veikot          | 3 - 1 (15-3, 15-8, 12-15, 16-14)                      | Kuopion Kisa-Veikot          |
| 1982    | Kaavin Kaiku             | 3 - 0 (15-4, 15-9, 15-11)                             | Kalevan Lentopallo           |
| 1983    | Vaasan Vasama            | Round-robin                                           | Kaavin Kaiku                 |
| 1984    | Vaasan Vasama            | Round-robin                                           | Luolajan Kajastus            |
| 1985    | Jyväskylän Pesä-Veikot   | Round-robin                                           | Kaavin Kaiku                 |
| 1986-89 | compétition non disputée | compétition non disputée                              | compétition non disputée     |
| 1990    | Vaasan Vasama            | 3 - 0 (16-14, 15-4, 15-11)                            | Korian Ponsi                 |
| 1991    | Vaasan Vasama            | 3 - 0 (15-3, 15-8, 15-13)                             | Hämeenlinnan Tarmo           |
| 1992    | Vaasan Vasama            | 3 - 1 (15-7, 8-15, 15-14, 15-11)                      | Valkealan Kajo               |
| 1993    | Vaasan Vasama            | 3 - 1 (16-14, 6-15, 15-5, 15-12)                      | Hesa                         |
| 1994    | Palokan Pyry             | 3 - 0 (15-3, 15-6, 16-14)                             | Hämeenlinnan Tarmo-Volley    |
| 1995    | Palokan Pyry             | 3 - 0 (15-11, 15-10, 15-7)                            | Vaasan Vasama                |
| 1996    | Oriveden Ponnistus       | 3 - 2 (15-9, 17-16, 4-15, 5-15, 15-13)                | Euran Raiku                  |
| 1997    | Oriveden Ponnistus       | 3 - 0 (15-13, 15-4, 15-12)                            | Valkealan Kajo               |
| 1998    | Euran Raiku              | 2 - 1 (23-25, 25-21, 7-3) 2 - 1 (25-21, 18-25, 7-2)   | Tarmo-Volley                 |
| 1999    | Tarmo-Volley             | 2 - 1 (19-21, 21-14, 7-3) 2 - 1 (20-22, 15-21, 15-11) | Joensuun Prihat              |
| 2000    | Tarmo-Volley             | 3 - 0 (25-12, 29-27, 25-14)                           | LiigaEura                    |
| 2001    | Joensuun Prihat          | 3 - 0 (25-22, 25-17, 25-15)                           | Salon Viesti                 |
| 2002    | Salon Viesti             | 3 - 1 (19-25, 25-17, 25-21, 25-20)                    | Someron Pallo                |
| 2003    | Pieksämäki Volley        | 3 - 0 (25-19, 26-24, 25-22)                           | Tarmo-Volley                 |
| 2004    | Salon Viesti             | 3 - 2 (22-25, 25-19, 25-23, 23-25, 15-10)             | Pieksämäki Volley            |
| 2005    | Vanajan RC               | 3 - 2 (23-25, 15-25, 25-10, 25-21, 17-15)             | Salon Viesti                 |
| 2006    | Vanajan RC               | 3 - 1 (26-24, 19-25, 25-15, 29-27)                    | Salon Viesti                 |
| 2007    | Salon Viesti             | 3 - 0 (25-13, 25-18, 25-14)                           | LiigaEura                    |
| 2008    | LP Viesti Salo           | 3 - 0 (25-18, 25-22, 25-18)                           | Pieksämäki Volley            |
| 2009    | LP Viesti Salo           | 3 - 1 (27-29, 25-14, 25-22, 25-16)                    | HPK Hämeenlinna              |
| 2010    | LP Viesti Salo           | 3 - 0 (25-19, 25-17, 25-20)                           | Oriveden Ponnistus           |
| 2011    | LP Viesti Salo           | 3 - 2 (17-25, 25-14, 25-19, 22-25, 15-3)              | Oriveden Ponnistus           |
| 2012    | LP Kangasala             | 3 - 2 (22-25, 14-25, 25-19, 25-21, 15-10)             | LP Viesti Salo               |
| 2013    | LP Kangasala             | 3 - 0 (25-23, 25-16, 25-19)                           | LP Viesti Salo               |
| 2014    | LP Viesti Salo           | 3 - 1 (21-25, 25-19, 25-17, 25-14)                    | HPK Hämeenlinna              |
| 2015    | LP Viesti Salo           | 3 - 0 (25-21, 25-23, 27-25)                           | LP Kangasala                 |
| 2016    | LP Viesti Salo           | 3 - 2 (15-25, 25-22, 25-16, 23-25, 15-11)             | HPK Hämeenlinna              |
| 2017    | HPK Hämeenlinna          | 3 - 0 (25-15, 25-18, 25-17)                           | Pölkky Kuusamo               |
| 2018    | Oriveden Ponnistus       | 3 - 1 (27-25, 22-25, 25-14, 25-17)                    | Hämeenlinnan Lentopallokerho |
| 2019    | LiigaPloki               | 3 - 2 (17-25, 28-30, 26-24, 25-22, 17-15)             | LP Viesti Salo               |

## Bilan par club
| Club                      | Titres | Ville       | Année                                                      |
| ------------------------- | ------ | ----------- | ---------------------------------------------------------- |
| LP Viesti Salo            | 10     | Salo        | 2002, 2004, 2007, 2008, 2009, 2010, 2011, 2014, 2015, 2016 |
| Vaasan Vasama             | 6      | Vaasa       | 1983, 1984, 1990, 1991, 1992, 1993                         |
| Euran Raiku               | 4      | Eura        | 1976, 1979, 1980, 1998                                     |
| Hämeenlinnan Tarmo-Volley | 4      | Hämeenlinna | 1999, 2000, 2005, 2006                                     |
| Oriveden Ponnistus        | 3      | Orivesi     | 1996, 1997, 2018                                           |
| Jyväskylän Pesä-Veikot    | 2      | Jyväskylä   | 1978, 1986                                                 |
| Palokan Pyry              | 2      | Jyväskylä   | 1994, 1995                                                 |
| LP Kangasala              | 2      | Kangasala   | 2012, 2013                                                 |
| Kimmo Lahti               | 1      | Lahti       | 1968                                                       |
| Saarijärven Pullistus     | 1      | Saarijärvi  | 1975                                                       |
| Luolajan Kajastus         | 1      | Hämeenlinna | 1977                                                       |
| Karhulan Veikot           | 1      | Karhula     | 1981                                                       |
| Kaavin Kaiku              | 1      | Kaavi       | 1982                                                       |
| Joensuun Prihat           | 1      | Joensuu     | 2001                                                       |
| Pieksämäki Volley         | 1      | Pieksämäki  | 2003                                                       |
| HPK Hämeenlinna           | 1      | Hämeenlinna | 2017                                                       |
| LiigaPloki                | 1      | Pihtipudas  | 2019                                                       |